# Clara Forstenheim
Clara Forstenheim (* 20. Mai 1868 in Wien; † 2. August 1925 in Mauer bei Amstetten) war eine österreichisch-tschechoslowakische Schriftstellerin, Lyrikerin und Feuilletonistin, die auch unter dem ehelichen Namen Clara Kestranek publizierte.

## Leben

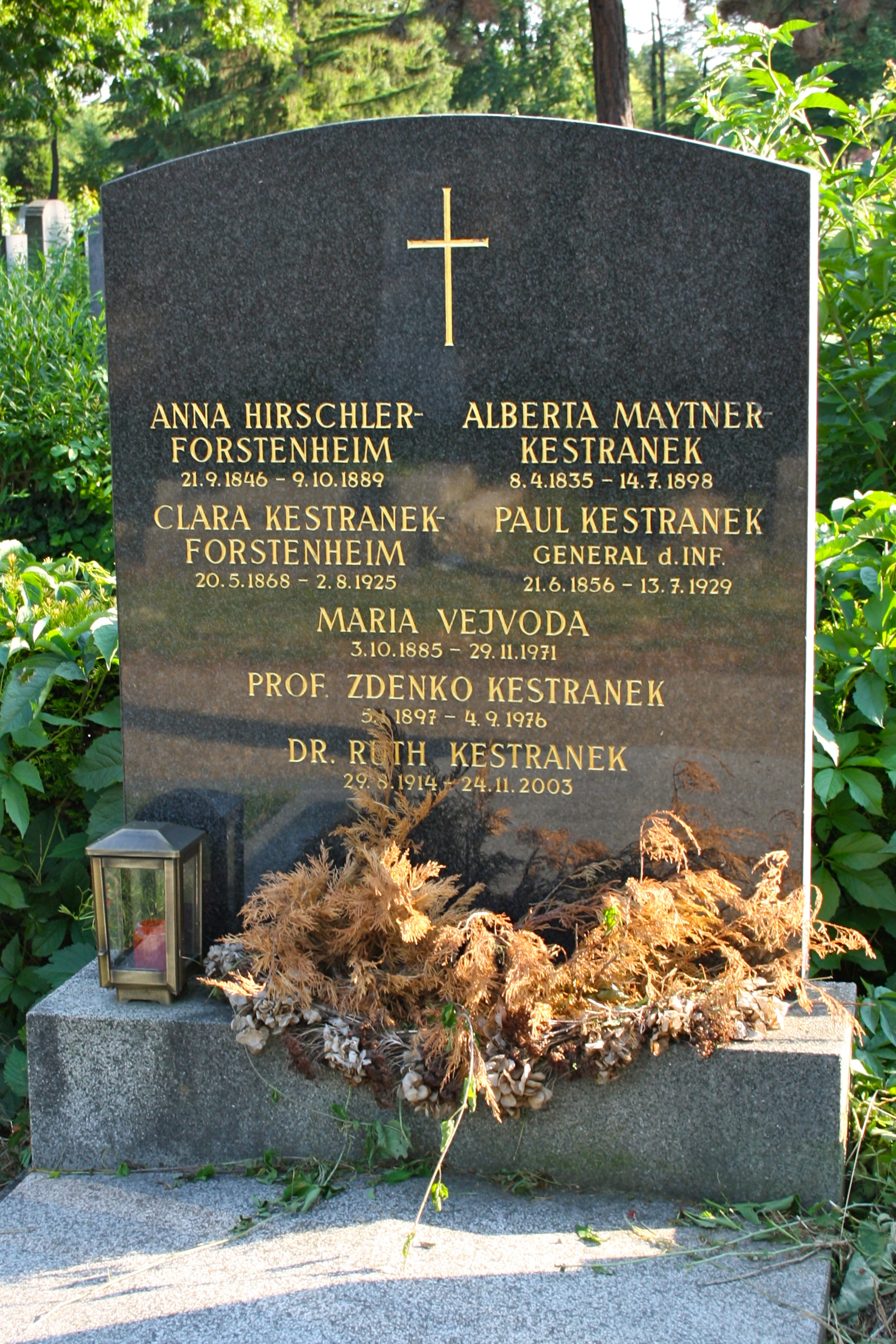
Grab von Clara Forstenheim am Wiener Zentralfriedhof

Clara Forstenheim war die Tochter des Kaufmanns Samuel Georg Hirschler-Forstenheim und seiner Frau, der Schriftstellerin Anna Hirschler-Forstenheim. Bis zum 10. Lebensjahr wurde sie von ihren Eltern unterrichtet und besuchte dann eine öffentliche Schule. Weiterhin erhielt sie Privatunterricht in den Gymnasialfächern, in Musik, Zeichnen und Malen. Danach besuchte sie das Privatlyzeum Institut Hanausek und später die Lehrerinnen-Bildungsanstalt, wo sie ihre Ausbildung 1889 abschloss. Hier arbeitete sie zwei Jahre lang als Erzieherin und heiratete 1892 Paul Kestranek (1856–1929), Offizier beim österreichischen Militär und Sohn der Schriftstellerin Margarete Halm. Ihre Kinder waren Bořivoj (1895–1918), Zdenko (1897–1976) und Viktoria (1901–?). 
Nach verschiedenen Garnisonsaufenthalten lebte sie seit 1902 in Wien, seit 1905 in Klosterbruck und Bad Vöslau. Sie starb psychisch erkrankt in der Heilanstalt Mauer-Öhling. Sie ist auf dem Wiener Zentralfriedhof bestattet (Gruppe 3, Reihe 2, Nummer 87A). 
Ihr Sohn Zdenko Kestranek (1897–1976) lehrte an der Akademie für Musik und darstellende Kunst in Wien Sprech- und Stimmbildung.

## Werke (Auswahl)
- Gedichte. Pierson, Dresden 1892.
- Psychologische Briefe. 1892.[4]
- Amor in Uniform. Novelletten aus Österreich-Ungarns Garnisonen. Voss, Berlin 1896.
- Frauenseelen. Novellen. Voß, Berlin 1898.[5]
- Seelenblüten. Gedichte und Märchen. Voss, Berlin 1895.
- Lieder der Huldigung. Uhrmann, Temesvár 1898.
- Aus der ärarischen Damenwelt. 1894.[6]